# Siama
Siama (ros. Сяма) – wieś w Rosji, w rejonie wołogodzkim obwodu wołogodzkiego. W 2010 r. liczyła 12 mieszkańców.